# Войцех Капінос (молодший)
Войцех Капінос молодший, також Капіносович, Капіносчик, Зичливий (1577 Львів — 1655 там само) — скульптор і будівничий, представник пізнього Ренесансу.

## Біографія
Вступив до цеху будівничих 1601 року, отримавши прізвисько «Зичливий». У 1616–1618, 1632–1641, 1646 і 1648 роках обирався старшиною цеху. 1598 року працював у складі будівельно-скульптурної спілки разом із батьком і Себастьяном Чешеком. По смерті батька  — у спілці з Павлом Римлянином. У Львові працював усе життя, однак відомості збереглись лише про деякі споруджені ним будівлі. Те що Капінос був також скульптором, довів Тадеуш Маньковський, який з'ясував, що той був автором надгробка св. Яна з Дуклі в костелі бернардинського монастиря. Ще кілька робіт приписав мистецтвознавець Володимир Любченко, ствердивши, що Капінос молодший — найкращий скульптор львівського осередку першої половини XVI ст.
Капінос походив з родини львівських будівничих, що виводились із Ломбардії — син Войцеха Капіноса (старшого), внук Фелікса Трубача. 1614 року разом зі швагром Павлом Римлянином (Римлянин був одружений з сестрою Капіноса молодшого, Єлизаветою) купив будинок Різличівський у Кшиштофа Гілича на вулиці Темричівській.
Роботи
- Надгробок св. Яна з Дуклі у львівському костелі бернардинського монастиря, виконаний 1608 року на замовлення Миколая Даниловича. Збереглась лише плита з червоного закарпатського мармуру із горельєфним зображенням святого.[6]
- Спільно з Павлом Римлянином та Амвросієм Прихильним 1614 року розробив проект фортифікацій Львова, альтернативний до проектів Теофіла Шемберга та Ауреліо Пассаротті[7].
- Відомо про участь у спорудженні костелу Воздвиження Чесного Хреста у Львові, поблизу Галицької брами (1628, не збережений). Замовлення цеху слюсарів і ковалів.[8]
- Мистецтвознавець Володимир Любченко приписує авторство погрудь Павла та Мартина Кампіанів та Марка Острогурського у родинній каплиці-усипальниці при львівському кафедральному костелі. Виконані з червоного закарпатського мармуру, погруддя погано вписані між дугами арок і епітафіями. На думку Любченка, вони початково мали інше призначення і лише згодом були встановлені у каплиці.[9]
- Через матеріал і техніку виконання Володимир Любченко приписує Капіносові авторство надгробків Станіслава, Яна, Регіни та Софії Жолкевських у жовківській колегіаті (встановлені між 1623–1636).[10] Цю думку не поділяє польський дослідник Єжи Петрус, припускаючи, що автором міг бути хтось із кола Яна Пфістера.[11]
- Костел Різдва Богородиці в містечку Комарно, тепер Львівської області. Спорудження за проектом Капіноса від 1643 року завершено 1658. Мистецтвознавець Тадеуш Маньковський помилково приписував проект Янові Покоровичу. Цю атрибуцію згодом спростував Єжи Петрус, на базі копії документів костелу, зробленої 1785 року. Теоретично Капінос міг бути автором скульптурного оздоблення фасаду. Однак тут атрибуція утруднена через малу кількість зразків для порівнянь: інші роботи, що приписуються скульпторові, нечисленні і доволі нерівномірні за рівнем виконання. До того ж Єжи Петрус у фігуративній різьбі та орнаментиці костелу схильний вбачати почерк двох різних майстрів.[12]
- Завершення будівництва костелу в селі Журів, тепер Івано-Франківської області. Незабаром перед смертю 1618 року будівничий Павло Римлянин згадує у своєму заповіті про контракт на костел, який він мав будувати спільно зі швагром Войцехом.[13] Храм завершено 1621 року, про що свідчить фундаційна таблиця. У будові та деталях мав багато спільного іншими роботами Римлянина, що може вказувати на його авторство. Близько 1958 року костел розібрано.[14]
- 1626 року спільно з Яном Покоровичем працював при спорудженні оборонної вежі біля костелу Марії Сніжної у Львові.[15]
- На думку дослідників, після смерті Павла Римлянина міг до 1651 року завершувати будівництво костелу домініканців у Єзуполі (тепер Івано-Франківська область). 1676 року костел зазнав руйнувань, а в 1775-му був остаточно розібраний. Іконографічних даних не віднайдено.[16]